# إيان غالاغير
إيان غالاغير (بالإنجليزية: Ian Gallagher)‏ هو لاعب كرة قدم بريطاني، ولد في 30 مايو 1978 في هارتلبول في المملكة المتحدة.